# Kwassi Klutse

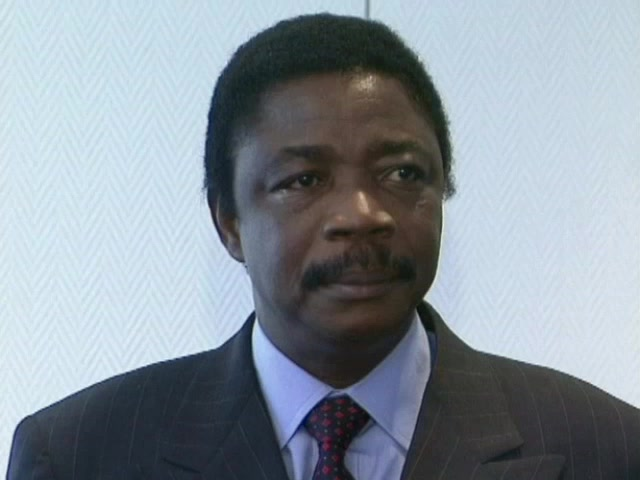
Kwassi Klutse

Kwassi Klutse (* 29. Juli 1945 in Agbélouvé; † 19. Mai 2024) war von 1996 bis 1999 Premierminister von Togo.

## Politische Laufbahn
Er studierte in Frankreich und war seit November 1995 als Planungsminister Mitglied der Regierung des langjährigen autoritär regierenden Präsidenten Gnassingbé Eyadéma. Sein Vorgänger als Regierungschef Edem Kodjo trat zurück, als der Präsident wieder eine Person seines Vertrauens an der Spitze der Regierung wünschte, dazu hatte Eyadémas Partei Rassemblement du peuple togolais (RPT) bei Nachwahlen zum Parlament einige Sitze hinzugewinnen die ihr die Parlamentsmehrheit verschafften und damit die Ernennung eines Ministerpräsidenten aus Reihen der RPT ermöglichte.
Vom 20. August 1996 bis zu seinem Rücktritt am 21. Mai 1999 war Klutse Premierminister. 1997 wurde er in das Politbüro der Regierungspartei RPT berufen. Nachdem Eyadéma von zahlreichen Manipulationsvorwürfen überschatteter Wiederwahl als Präsident im Juni 1998 wurde Klutse mit der Bildung einer neuen Regierung beauftragt, der keine Vertreter der Opposition mehr angehörten. Bei den Parlamentswahlen im März 1999 hatte seine Partei 79 der 81 Mandate im Parlament errungen, wobei die Wahlen von der Opposition weitgehend boykottiert wurden und die Wahlbeteiligung auf lediglich 10 % geschätzt wurde. Auch Klutse selbst gewann dabei ein Abgeordnetenmandat.
Klutse starb im Mai 2024 im Alter von 78 Jahren.